# Acioa
Genre
Synonymes
- Acia Schreb.[1]
- Dulacia Neck.[1]

Acioa est un genre de plantes à fleurs de la famille des Chrysobalanacées. Ce sont des arbres d'Amérique du Sud et d'Afrique.

## Classification
Le genre Acioa a été décrit en 1775 par le pharmacien, botaniste et explorateur français Jean Baptiste Christian Fusée-Aublet (1723-1778). Ce nom générique vient de acioua, nom vernaculaire utilisé par les Galibis, une ethnie amérindienne d'Amérique du Sud, dispersée sur la côte caraïbe. 
En classification phylogénétique APG IV (2016), comme auparavant en classification phylogénétique APG III (2009) et en classification classique de Cronquist (1981), ce genre est assigné à la famille des Chrysobalanaceae. 
En 1979, Acioa cinerea Engl. ex De Wild. a été déplacé dans le genre Dactyladenia, sous le nom de Dactyladenia cinerea (Engl. ex De Wild.) Prance & F. White. 

### Liste d'espèces
Selon World Checklist of Selected Plant Families (WCSP) (21 mars 2019) :
- Acioa dolichopoda (Prance) Sothers & Prance (2014)
- Acioa edulis Prance (1972)
- Acioa guianensis Aubl. (1775)
- Acioa longipendula (Pilg.) Sothers & Prance (2014)
- Acioa schultesii Maguire (1951)
- Acioa somnolens Maguire (1951)

Selon Tropicos (21 mars 2019) (Attention liste brute contenant possiblement des synonymes) :
- Acioa barteri (Hook. f. ex Oliv.) Engl.
- Acioa bellayana Baill.
- Acioa brazzae De Wild.
- Acioa brazzaea De Wild.
- Acioa buchneri Engl.
- Acioa campestris Engl.
- Acioa chevalieri De Wild.
- Acioa cinerea Engl. ex De Wild.
- Acioa dawei Mendes
- Acioa dewevrei De Wild. & T. Durand
- Acioa dichotoma De Wild.
- Acioa dinklagei Engl.
- Acioa dolichopoda (Prance) Sothers & Prance
- Acioa edulis Prance
- Acioa eketensis De Wild.
- Acioa floribunda (Welw.) Exell
- Acioa gilletii De Wild.
- Acioa goetzeana Engl.
- Acioa gossweileri Cavaco
- Acioa guianensis Aubl.
- Acioa heteropetala (Scort. ex King) Kosterm.
- Acioa hirsuta A. Chev. ex De Wild.
- Acioa icondere Baill.
- Acioa johnstonei Hoyle
- Acioa klaineana Pierre ex De Wild.
- Acioa laevis Pierre ex De Wild.
- Acioa lanceolata Engl.
- Acioa lehmbachii Engl.
- Acioa letestui Letouzey
- Acioa librevillensis Letouzey
- Acioa longipendula (Pilg.) Sothers & Prance
- Acioa lujae De Wild.
- Acioa malayana Kosterm.
- Acioa malayanus Kosterm.
- Acioa mannii (Oliv.) Engl.
- Acioa pallescens Baill.
- Acioa parvifolia Engl.
- Acioa percoriacea Kosterm.
- Acioa pierrei De Wild.
- Acioa reygaertii De Wild.
- Acioa rudatisii De Wild.
- Acioa sapinii De Wild.
- Acioa scabrifolia Hua
- Acioa schultesii Maguire
- Acioa seretii De Wild.
- Acioa smeathmannii Baill.
- Acioa somnolens Maguire
- Acioa stapfiana De Wild.
- Acioa staudtii Engl.
- Acioa talbotii Baker f.
- Acioa tenuiflora Dinkl. & Engl.
- Acioa tessmannii Engl.
- Acioa thollonii De Wild.
- Acioa unwinii De Wild.
- Acioa vanhouttei De Wild.
- Acioa whytei Stapf